# Thunovský palác (Thunovská)

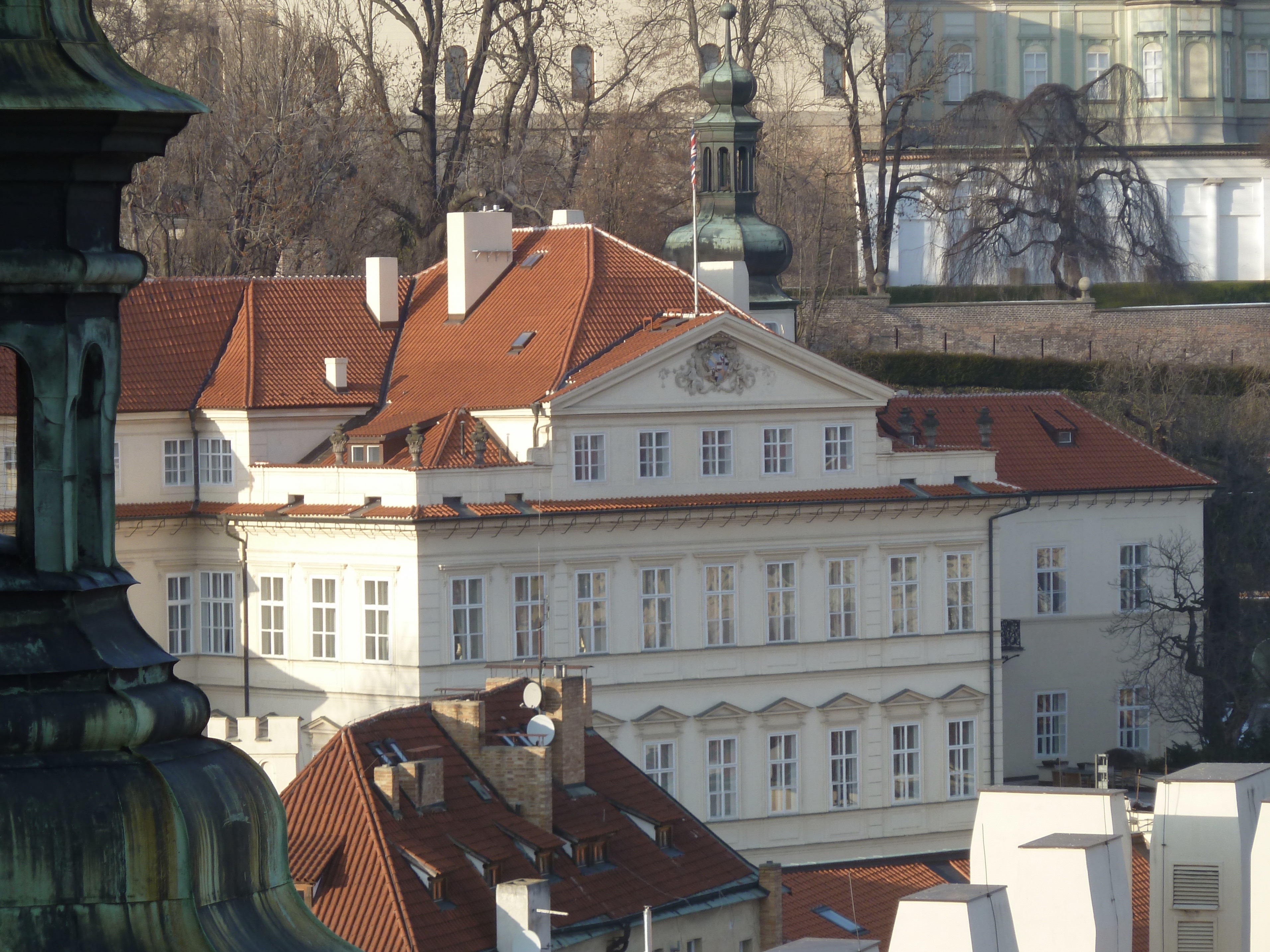
Thunovský (Leslieovský) palác na Malé Straně v Praze - Velvyslanectví Spojeného království v ČR

Thunovský palác nebo také Leslieovský palác je památka nacházející se v Praze na Malé Straně v ulici Thunovská 180/14. V budově sídlí velvyslanectví Spojeného království. Je chráněn spolu s k němu příslušející zahradou (parcela č. 569) jako kulturní památka České republiky.

## Historie

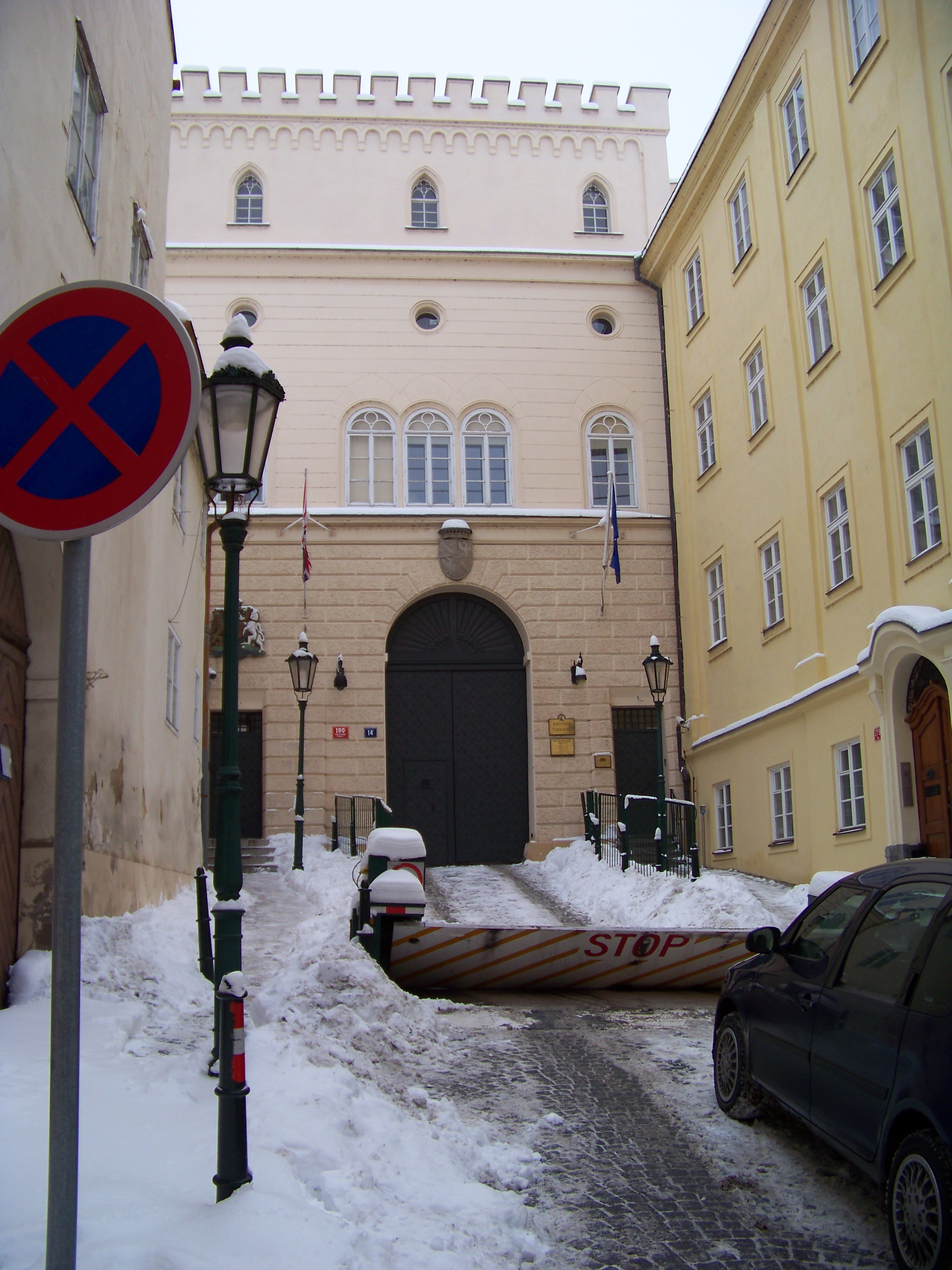
Thunovský palác

Nejstarší zmínka o stavbě pochází ze 14. století, je zde zmiňován „výstavný dům“ pana Beneše z Kravař. Dům byl zničen za husitských válek podobně jako většina budov na Malé Straně.
Za panování císaře Rudolfa II. získal palác císařský služebník Jiří Mehle ze Střelic. Po třicetileté válce se dům dostává do majetku Waltera Leslieho, od něhož v roce 1659 dům zakoupil salcburský arcibiskup Guidobald z Thunu a Hohenštejna (1616–1668) a nechal jej přestavět na palác s polygonální věží. V letech 1716–1727 dostal palác barokní vzhled, který navrhl Giovanni Battista Alliprandi, stavitelem byl Anselmo Lurago. Palác dále prodělal klasicistní úpravy v letech 1785–1792 (Ignác Palliardi), 1815–1817 a 1818–1822 (Karel Pollak). Vstupní brána byla v letech 1850–1851 upravena ve stylu anglické gotiky (stavitel Kašpar Předák podle plánu Bernharda Gruebera).
K paláci přiléhá vnitřní zahrada v italském stylu, který je charakteristický terasami a pravidelnými geometrickými plochami trávníku lemovanými nízkými pásy buxusu; zahrada využívá svažitý terén pod Pražským hradem. Díky výhodné pozici v blízkosti Pražského hradu palác navštívili mnozí významní hosté, mezi něž patřili Johannes Kepler, Wolfgang Amadeus Mozart, či František Josef I. Pro císařskou návštěvu byl palác elektrifikován Františkem Křižíkem.
Podle tohoto paláce se horní část Zámeckých schodů nazývala Thunovská a od roku 1870 se takto jmenuje celá ulice. V průběhu roku 1919 se do prostor paláce nastěhovalo britské velvyslanectví v Praze, posléze od hraběte Josefa Osvalda III. Thuna z Hohenštejna (1878–1942) areál paláce i se zahradou zakoupilo Spojené království Velké Británie a Severního Irska.
Před vchodem je umístěna busta Winstona Churchilla od významného sochaře Františka Bělského. Citát na jejím soklu zní: "Ve válce rozhodnost, v porážce vzdor, ve vítězství velkodušnost, v míru dobrá vůle."